# 渋川善助
澁川 善助（しぶかわ ぜんすけ、1905年12月9日 - 1936年7月12日）は、日本の政治運動家。

## 経歴
福島県若松市七日町の海産物問屋に生まれた。会津中学校、仙台陸軍地方幼年学校を経て陸軍士官学校予科に進む。予科卒業時に「恩賜の銀時計」を贈られるほど成績優秀であったが、陸軍士官学校（39期）本科卒業目前に教官と衝突し退学となる。その後1928年（昭和3年）、明治大学専門部政治経済科に学び、国家主義運動にかかわる。明大卒業後の1932年（昭和7年）に、杉田省吾、西田税、福井幸、加藤春海等とともに維新同志会を結成した。1933年の救国埼玉青年挺身隊事件では取り調べを受けた。1935年には、渋川の拳銃が襲撃事件に使用された嫌疑で起訴されている。中野刑務所に収監され、その後保釈された。
二・二六事件に関わり、1936年（昭和11年）7月12日、死刑（銃殺刑）となった。享年30。

## 二・二六事件
事件当時、渋川は保釈中だった。事件発生後は決起部隊と民間側との連絡に奔走。山形県置賜郡の農民青年同盟に呼応蹶起を促すため、拳銃5梃を提供した。終盤の2月28日に野中四郎が「兵隊が可哀想だから、任せて帰ることにした」というのを聞いて「全国の農民が、可哀想ではないんですか」と食ってかかったという逸話も残されている。
渋川の事件での役割は牧野伸顕の動向探索で、妻とともに偵察のため湯河原の伊藤屋本館に宿泊し、2月25日に陸軍大尉の河野壽と合流して東京に戻った。河野はその後兵士を連れて翌日に牧野が滞在していた光風荘を襲撃したが、この襲撃に渋川は参加していない（牧野は逃げて難を逃れた）。
光風荘は襲撃により焼失したが（後に再建）、偵察に宿泊した伊藤屋本館の客室は、当時のまま現在も利用されている。
2月27日の夜は西田税の自宅に泊まり込み、翌朝「家宅捜索」としてやってきた特別高等警察を「住居不法侵入になる」と追い返したが、特高が来ることを訝しんだ渋川は、様子を見るために三宅坂（陸軍参謀本部があった）に向かったという（西田の妻の証言）。

## 憂国の間
会津若松市七日町の実家を改装した「渋川問屋」内に幼少期を過ごした部屋が保存されており、「憂国の間」と名付けられ、松本清張や澤地久枝が訪れている。

## 家族
- 妻：絹子（俳優佐藤慶の叔母）